# Мегън Марч
Мегън Марч (на английски: Meghan March) е американска писателка на произведения в жанра съвременен еротичен любовен роман и романтичен трилър.

## Биография
Мегън Марч е родена на 2 февруари 1983 г. в Охайо, САЩ. От ранни години е запалена читателка на любовни романи. Завършва право в колежа и след това практикува корпоративно право в продължение на 8 години.
Започва да пише в свободното си време, чете ръководства за творческо писане, сама да публикува романите си и да прави PR кампании за популяризацията им в социалните мрежи.
Мегън Марч живее със семейството си в Остин, Тексас.

## Произведения

### Самостоятелни романи
- Bad Judgment (2016)
- Take Me Back (2017)

### Серия „Под“ (Beneath)
1. Beneath This Mask (2014) Под тази маска
2. Beneath This Ink (2015) Под това мастило
3. Beneath These Chains (2015) Под тези вериги
4. Beneath These Scars (2015) Под тези белези
5. Beneath These Lies (2016) Под тези лъжи
6. Beneath These Shadows (2016)
Под тези сенки, фен-превод
7. Beneath The Truth (2017) Под истината

### Серия „Светкавичен удар“ (Flash Bang)
1. Flash Bang (2014)
2. Hard Charger (2015)

### Серия „Порочен милиардер“ (Dirty Billionaire)
1. Dirty Billionaire (2015)
Порочен милиардер, фен-превод
2. Dirty Pleasures (2015)
Порочни удоволствия, фен-превод
3. Dirty Together (2015)
Порочни заедно, фен-превод

### Серия „Момиче“ (Girl Duet)
1. Dirty Girl (2016)
Порочно момиче, фен-превод
2. Dirty Love (2016)
Порочна любов, фен-превод

### Серия „Реална двойка“ (Real Duet)
1. Real Good Man (2016)
Истински добър мъж, фен-превод
2. Real Good Love (2016)
Истински добра любов, фен-превод

### Серия „Истински порочно“ (Real Dirty Duet)
1. Real Dirty (2017)
Истински порочно, фен-превод
2. Real Sexy (2017)
Истински секси, фен-превод

### Серия „Маунт“ (Mount)
1. Ruthless King (2017)
Безмилостен крал, изд.: „Егмонт България“, София (2018), прев. Гергана Дечева
2. Defiant Queen (2017)
Непокорна кралица, изд.: „Егмонт България“, София (2018), прев. Гергана Дечева
3. Sinful Empire (2017)
Греховна империя, изд.: „Егмонт България“, София (2018), прев. Гергана Дечева

### Серия „Грях“ (Sin)
1. Richer Than Sin (2018)
По-богат от греха, изд.: „Егмонт България“, София (2019), прев. Гергана Дечева
2. Guilty as Sin (2018)
Виновни като греха, изд.: „Егмонт България“, София (2019), прев. Гергана Дечева
3. Reveling in Sin (2018)
Отдадени на греха, изд.: „Егмонт България“, София (2019), прев. Гергана Дечева

### Серия „Дивакът“ (Savage)
1. Savage Prince (2018)
2. Iron Princess (2018)
3. Rogue Royalty (2018)

### Серия „Фордж“ (Forge)
1. Deal with the Devil (2018)
Сделка с дявола, изд.: „Егмонт България“, София (2019), прев. Николина Тенекеджиева
2. Luck of the Devil (2019)
Късметът на дявола, изд.: „Егмонт България“, София (2020), прев. Николина Тенекеджиева
3. Heart of the Devil (2019)
Сърцето на дявола, изд.: „Егмонт България“, София (2020), прев. Николина Тенекеджиева

### Серия „Мръсна мафия“ (Dirty Mafia)
1. Black Sheep (2019) Черна овца
2. White Knight (2019) Бял рицар

### Серия „Леджънд“ (Legend)
1. The Fall of Legend (2019)
Падението на Леджънд, изд.: „Егмонт България“, София (2021), прев. Николина Тенекеджиева
2. House of Scarlett (2019)
Домът на Скарлет, изд.: „Егмонт България“, София (2021), прев. Николина Тенекеджиева
3. The Fight for Forever (2019)
Битката на вечността, изд.: „Егмонт България“, София (2021), прев. Николина Тенекеджиева

### Серия „Магнолия“ (Magnolia)
1. Creole Kingpin (2020)
Креолският призрак, изд.: „Егмонт България“, София (2022)
2. Madam Temptress (2020)